# Miguel Luís
Miguel Mariz Luís (Coimbra, 27 febbraio 1999) è un calciatore portoghese, centrocampista del Panaitōlikos.

## Caratteristiche tecniche
È un centrocampista centrale tecnico, dotato di un'ottima visione di gioco e di buon tiro.

## Carriera

### Club

#### Sporting Lisbona
Nato a Coimbra, cresce nella squadra della sua città, l'Académica, prima di venire aggregato a 10 anni alle giovanili dello Sporting. Il 6 agosto 2017 esordisce in seconda divisione portoghese con la squadra riserve dello Sporting Lisbona B contro il Covilhã, subentrando a Bubacar Djaló. Nella stessa gara segna il gol della vittoria per 2-1 nei minuti finali.
Il 4 novembre 2018, l'allenatore dello Sporting ad interim Tiago Fernandes lo fa debuttare in prima squadra negli ultimi secondi della sfida vinta 2-1 in casa del Santa Clara. Quattro giorni più tardi gioca contro l'Arsenal nel pareggio a reti inviolate della fase a gironi di Europa League. Sempre nella stessa competizione europea, realizza il primo gol con la maglia dello Sporting il 13 dicembre 2018 in occasione della vittoria per 3-0 contro il Vorskla. Alla fine della stagione vince la Coppa nazionale e la Coppa di Lega.

#### Vitória Guimarães
Il 6 ottobre 2020 firma un contratto triennale col Vitória Guimarães, con l'opzione di prolungamento per le successive due stagioni. Resta con i bianconeri per solo una stagione, disputando diciotto gare senza tuttavia segnare reti. 

#### Raków Częstochowa e Warta Poznań
Il 27 agosto 2021 passa a titolo definitivo ai polacchi del Raków Częstochowa firmando un contratto di quattro anni. Debutta con la maglia rossoblu il 3 ottobre 2021, giocando gli ultimi due minuti della gara vinta 3-0 contro il Warta Poznań, subentrando al compagno di squadra Marko Poletanović. Tuttavia, resta l'unica presenza in campionato del portoghese, che a gennaio viene ceduto in prestito proprio al Warta per sei mesi. Esordisce con la maglia degli zieloni il 13 febbraio successivo, disputando da titolare la gara contro il Legia Warszawa vinta per 0-1. Appena una settimana più tardi, nel match vinto contro il Radomiak Radom, realizza un'incredibile doppietta in meno di un minuto, facendo passare i suoi dall'1-1 al 3-1.

### Nazionale
Miguel Luís è nel giro delle nazioni giovanili portoghesi da quando nel 2014 viene convocato con l'under-15. Ha fatto parte della nazionale under-17 campione d'Europa in Azerbaigian nel 2016 e nel 2017 ha partecipato con la nazionale Under-20 portoghese al mondiale di categoria. L'anno dopo invece vince l'Europeo con l'under-19, in finale contro l'Italia. Dal 2019 al 2020 è sceso in campo sei volte con la selezione under-21.

## Statistiche

### Presenze e reti nei club
Statistiche aggiornate al 15 giugno 2025.
| Stagione        | Squadra            | Campionato      | Campionato | Campionato | Coppe nazionali | Coppe nazionali | Coppe nazionali | Coppe continentali | Coppe continentali | Coppe continentali | Altre coppe | Altre coppe | Altre coppe | Totale | Totale |
| Stagione        | Squadra            | Comp            | Pres       | Reti       | Comp            | Pres            | Reti            | Comp               | Pres               | Reti               | Comp        | Pres        | Reti        | Pres   | Reti   |
| --------------- | ------------------ | --------------- | ---------- | ---------- | --------------- | --------------- | --------------- | ------------------ | ------------------ | ------------------ | ----------- | ----------- | ----------- | ------ | ------ |
| 2017-2018       | Sporting Lisbona B | SL              | 15         | 1          | TP              | 0               | 0               | -                  | -                  | -                  | -           | -           | -           | 15     | 1      |
| 2018-2019       | Sporting Lisbona   | PL              | 8          | 1          | TP+TL           | 2+1             | 0               | UEL                | 3                  | 1                  | -           | -           | -           | 14     | 2      |
| 2019-2020       | Sporting Lisbona   | PL              | 2          | 0          | TP+TL           | 1+1             | 0               | UEL                | 3                  | 0                  | -           | -           | -           | 7      | 0      |
| 2020-2021       | Vitória Guimarães  | PL              | 18         | 0          | TP+TL           | 2+1             | 0               | -                  | -                  | -                  | -           | -           | -           | 21     | 0      |
| 2021-feb. 2022  | Raków Częstochowa  | EK              | 1          | 0          | PP              | 0               | 0               | -                  | -                  | -                  | -           | -           | -           | 1      | 0      |
| feb.-giu 2022   | Warta Poznań       | EK              | 14         | 3          | PP              | 0               | 0               | -                  | -                  | -                  | -           | -           | -           | 14     | 3      |
| 2022-2023       | Warta Poznań       | EK              | 28         | 3          | PP              | 2               | 0               | -                  | -                  | -                  | -           | -           | -           | 30     | 3      |
| 2023-2024       | Warta Poznań       | EK              | 33         | 2          | PP              | 3               | 1               | -                  | -                  | -                  | -           | -           | -           | 30     | 3      |
| Totale Warta    | Totale Warta       | Totale Warta    | 75         | 8          |                 | 5               | 1               |                    | -                  | -                  |             | -           | -           | 80     | 9      |
| 2024-2025       | Panaitōlikos       | SL              | 22+7       | 1+1        | CG              | 1               | 0               | -                  | -                  | -                  | -           | -           | -           | 30     | 2      |
| Totale carriera | Totale carriera    | Totale carriera | 148        | 12         |                 | 14              | 1               |                    | 6                  | 1                  |             | -           | -           | 168    | 14     |

## Palmarès

### Club
- Coppa di Lega portoghese: 1

Sporting Lisbona: 2018-2019
- Coppa del Portogallo: 1

Sporting Lisbona: 2018-2019

### Nazionale
- Campionato d'Europa Under-17: 1

Azerbaigian 2016
- Campionato d'Europa Under-19: 1

Finlandia 2018